# یواس‌اس گرانیوم (۱۸۶۳)
یواس‌اس گرانیوم (۱۸۶۳) (به انگلیسی: USS Geranium (1863)) یک کشتی بود که طول آن 128' 6" بود. این کشتی در سال ۱۸۶۳ ساخته شد.